# Sant Pau (Alps Marítims)
Sant Pau (en francès Saint-Paul-de-Vence) és un municipi francès situat al departament dels Alps Marítims i a la regió de Provença – Alps – Costa Blava.

## Demografia
| 1962                                       | 1968  | 1975  | 1982  | 1990  | 1999  | 2006  |
| ------------------------------------------ | ----- | ----- | ----- | ----- | ----- | ----- |
| 1.416                                      | 1.570 | 1.917 | 2.542 | 2.903 | 2.847 | 3.338 |
| Des de 1962: població sense dobles comptes |       |       |       |       |       |       |

## Administració
| Període   | Identitat       | Partit        |
| --------- | --------------- | ------------- |
| 1928-1944 | Joseph Demargne |               |
| 1944-1945 | Paul Pouderoux  |               |
| 1945-1995 | Marius Issert   |               |
| 1995-     | René Buron      | Divers droite |

## Habitants il·lustres
L'autor afroamericà James Baldwin va morir en aquesta població, així com el pintor català Joan Ponç i Bonet, que hi va viure uns anys.

## Llocs d'interès
- Fundació Maeght, dissenyada per Josep Lluís Sert